# 潮田乡
潮田乡，是中华人民共和国广西壮族自治区桂林市灵川县下辖的一个乡镇级行政单位。

## 行政区划
潮田乡下辖以下地区：
潮田社区、潮田村、留村、毛村、富足村、吒头村、深井村、旺塘村、南圩村、太平村和寨底村。

## 中国传统村落
2012年，太平村被评为首批“中国传统村落”。